# Tom Poes en het land van Om
Tom Poes en het land van Om is een ballonstripverhaal uit de Tom Poes-reeks. Het verhaal verscheen in 1981 in zes delen als vervolgverhaal in de Donald Duck. In de Oberon-reeks kreeg het volgnummer 20. Het verscheen hier als album gebundeld met Het betoverde schaakspel. Oorspronkelijk verscheen het verhaal eerder in negen delen in 1953 in de nummers 42 t/m 50 van het weekblad Wereldkroniek .

## Samenvatting
Terwijl Heer Bommel en Tom Poes samen een boswandeling maken, zakt Heer Bommel door een vermolmde eik waar hij tegenaan leunt. In de eik blijkt een betoverde spiegel verstopt te zitten, die de twee naar het "land van Om" brengt. Hier is alles precies omgekeerd ten opzichte van de normale wereld; boeken hebben bijvoorbeeld lege bladzijden maar zijn wel eetbaar, terwijl in een broodje kaas letters blijken te staan. Het land wordt uitsluitend bewoond door kleine mannetjes die er allemaal precies hetzelfde uitzien: ze hebben een plat hoofd, bolhoed, zwarte jas, streepjesbroek, paraplu en een grote snor. Wel hebben ze elk hun eigen beroep.
Om terug te keren naar hun eigen wereld, moeten Tom Poes en Heer Bommel de tovenaar van Om zien te vinden. Dat valt niet mee, omdat ook deze tovenaar er precies hetzelfde uitziet als de andere bewoners van Om. Uiteindelijk zegt Heer Bommel de juiste spreuk, waarna de tovenaar op een wolk in de lucht zit. De tovenaar blaast de twee op een andere wolk weer terug naar slot Bommelstein, alwaar ze ondersteboven aankomen.